# Кадария, Партен Михайлович
Партен Михайлович Кадария (1902 год — дата и место смерти не известны) — колхозник-чаевод, бригадир колхоза имени Берия Ахалсопельского сельсовета Зугдидского района Грузинской ССР. Герой Социалистического Труда (1949).

## Биография
Родился в 1902 году в селении Ахалсопельского сельсовета Зугдидского района Грузинской ССР Самегрело — Верхняя Сванетия Грузии, в семье крестьянина. Грузин (мегрел).
Получив начальное образование, трудился в сельском хозяйстве. С образованием в начале 1930-х годов местной сельскохозяйственной артели, позже ставшей колхозом имени Берия, вступил в неё и стал заниматься выращиванием зелёного чая. Чайные плантации колхоза располагались в Колхидской низменности у черноморского побережья. Позже П. М. Кадария возглавил одну из полеводческих бригад по выращиванию зелёного чая.
Работал бригадиром на чайной плантации в колхозе имени Берия (позднее — имени Ленина) Зугдидского района. В 1948 году бригада Партена Кадарии собрала в среднем по 8 тонн чайного листа с каждого гектара.
Указом Президиума Верховного Совета СССР от 29 августа 1949 года за получение высокого урожая сортового зелёного чайного листа и цитрусовых плодов в 1948 году Кадария Партену Михайловичу присвоено звание Героя Социалистического Труда с вручением ордена Ленина и золотой медали «Серп и Молот» (№ 4602).
Этим же Указом званием Героя Социалистического Труда были также награждены 16 тружеников колхоза имени Берия Зугдидского района: бригадиры Владимир Михайлович Макацария, Амбако Спиридонович Рогава, звеньевые Ариадна Джуруевна Купуния, Вера Евгеньевна Купуния, Хута Григорьевна Купуния, Венера Давидовна Ломая, Мария Гудуевна Макацария, Хута Герасимовна Хвингия, колхозницы Валентина Николаевна Джоджуа, Паша Несторовна Джоджуа, Ольга Павловна Кантария, Надя Платоновна Пония, Ивлита Тарасовна Хасия, Лена Герасимовна Хвингия, Лена Константиновна Читанава, Мария Николаевна Читанава и Валентина Акакиевна Шаматава.
В последующие годы бригада П. М. Кадария продолжала демонстрировать высокие показатели в сборе зелёного чая в родном колхозе, возглавляемом А. М. Рогава. По итогам работы в 1949 году он был награждён вторым орденом Ленина. Неоднократно участвовал во Всесоюзной сельскохозяйственной выставке (ВСХВ).
Звания Героя Социалистического Труда были удостоены его жена — Домника Ерастовна(21.02.1948), родная дочь — Минадора (19.07.1950) и приёмная дочь — Валентина Срибнова (01.09.1951), все трое — чаеводы колхоза имени Берия (с 1953 года — имени Ленина).
Семья Героев (так её называли земляки в Зугдидском районе и средствах массовой информации) проживала в родном селении Ахалсопели. Дата его кончины не установлена.

## Семья
Некоторые члены его семьи также были удостоены в различное время звания Героя Социалистического Труда: его жена Домника Ерастовна Кадария (1948), родная дочь Минадора Кадария (1950) и приёмная дочь Валентина Срибнова (1951).

## Награды
- Золотая медаль «Серп и Молот» (29.08.1949)[4]
- орден Ленина (29.08.1949)[5]
- орден Ленина (19.07.1950)
- Медаль «За трудовую доблесть»
- Медаль «В ознаменование 100-летия со дня рождения Владимира Ильича Ленина»
- Медаль «За доблестный труд в Великой Отечественной войне 1941—1945 гг.»
- Медаль «Ветеран труда»
- медали Выставки достижений народного хозяйства (ВДНХ)
- и другими